# Nikolaj Owtscharow

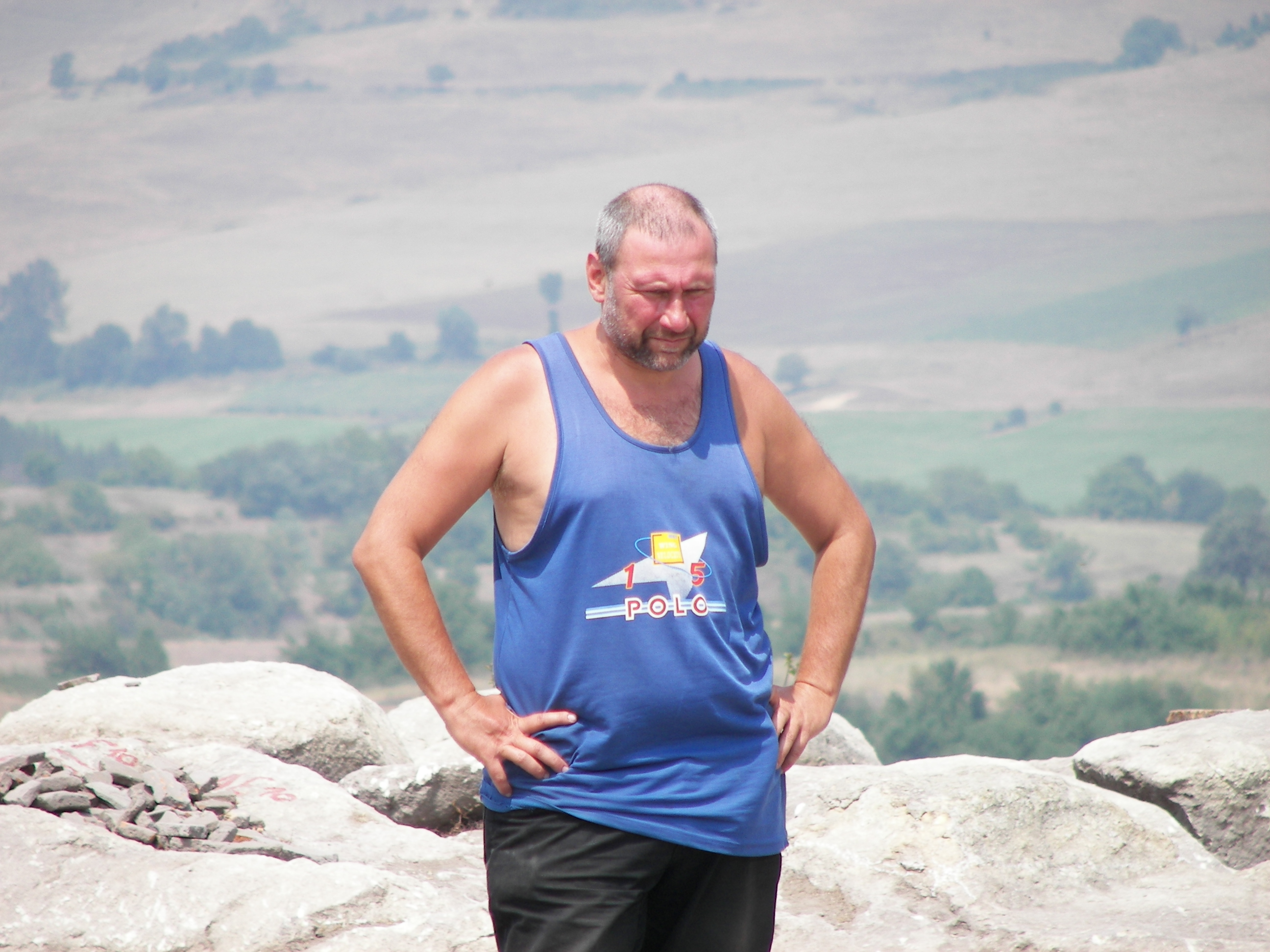
Nikolaj Owtscharow während der Ausgrabungen auf Perperikon

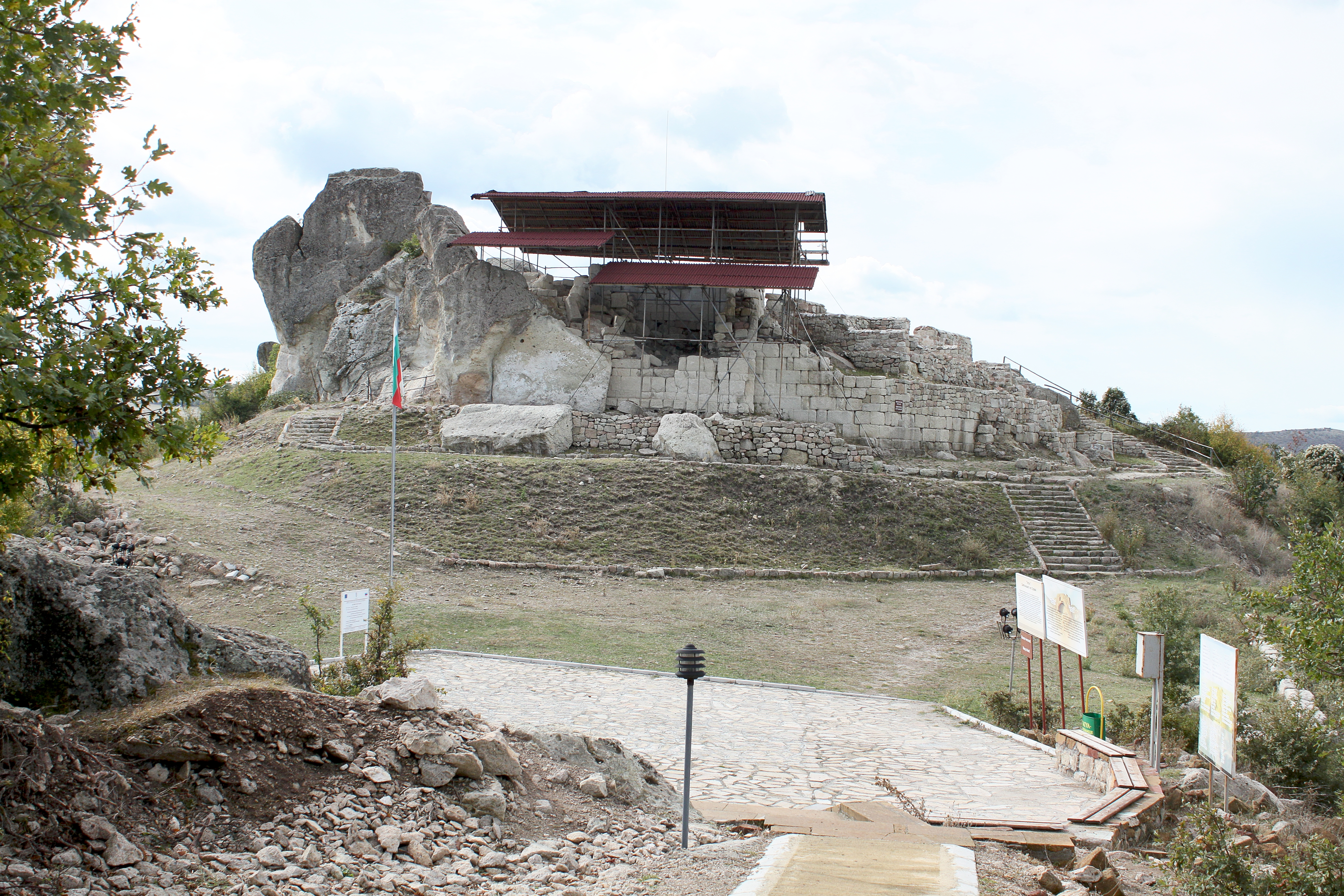
Das Orpheus-Heiligtum in der Nähe des Dorfes Tatul

Nikolaj Dimitrow Owtscharow (geläufige Transkription Nikolai Dimitrov Ovcharov; bulgarisch Николай Димитров Овчаров; * 19. Juli 1957 in Weliko Tarnowo) ist ein bulgarischer Archäologe und Historiker.
Nikolaj Owtscharow, Sohn des Archäologen Dimitar Owtscharow, studierte bis 1976 Geschichte und Archäologie an der Universität Sofia. Er ist Mitarbeiter am Archäologischen Institut mit Museum der Bulgarischen Akademie der Wissenschaften und Professor an der Internationalen Slawischen Universität in Moskau.
Nach 2000 wurde Owtscharow in Verbindung mit bedeutsamen archäologischen Funden bekannt, weswegen er in Bulgarien auch „Indiana Jones“ genannt wird. Er war Mitglied des Teams, das die Südteile des Zarenpalastes von Simeon I. in Weliki Preslaw freigelegt hat. Professor Owtscharow leitete die wissenschaftlichen Forschungsarbeiten, bei denen die  episkopalen goldenen Gewänder gefunden und das mittelalterliche Kloster Sweti Joan Prodrom (Hl. Johanes Prodomos) in Kardschali untersucht wurden. Vor allem hat sich Owtscharow durch seine Ausgrabungen und Freilegung der Felsenstadt Perperikon und des Orpheus-Heiligtums bei dem Dorf Tatul in den Ostrhodopen einen Namen gemacht. Weiter nahm Owtscharow an Expeditionen in Russland, Griechenland, Türkei, Kasachstan, Serbien, Montenegro, Makedonien, Georgien, Portugal teil.
2009 drehte er für das bulgarische Staatsfernsehen die Dokumentation „Die Mittelalterliche Festungen in den Ostrhodopen“ (bulg. Средновековните крепости на Източните Родопи).

## Schriften (Auswahl)
Nikolaj Owtscharow verfasste 220 wissenschaftliche Publikationen, darunter 22 Monographien und Bücher. Er veröffentlicht regelmäßig Artikel in bulgarischen und ausländischen Zeitschriften, darunter National Geographic. Einige seiner Werke sind:
- Geschichte Bulgariens. Kurzer Abriss, Lettera Verlag, Plowdiw, 2006, ISBN 954-516-584-7
- Srednowekowna balgarska imperija (bulg., Mittelalterliches Bulgarisches Imperium), Verlag Letera, Plowdiw 2006
- Chronika na swetschenija grad Perperikon (bulg., Chronik der heilige Stadt Perperikon), Verlag Balgarski Bestsellar, 2006
- Perperikon – a Civilization of the Rock People. Borina, Sofia 2005. ISBN 954-5001-40-2
- mit Daniela Kodschamanowa, Milen Kamarew: Светилището на Дионис на Перперикон. (bulg., Das Dionysos Heiligtum in Perperikon). Popgeorgiewi, Sofia 2000. ISBN 954-9750-12-4